# Computadores de Raúl Reyes
Durante el desarrollo de la Operación Fénix por parte de las Fuerzas Militares de Colombia, ocurrida en territorio ecuatoriano la madrugada del 1 de marzo de 2008, fueron encontrados varios computadores del jefe de la guerrilla de las Fuerzas Armadas Revolucionarias de Colombia -Ejército del Pueblo FARC-EP, Raúl Reyes, que contenían información relacionada con las actividades del guerrillero al frente de las FARC-EP, incluyendo información que relaciona al grupo armado con el gobierno venezolano de Hugo Chávez y el gobierno ecuatoriano de Rafael Correa, además de una extensa red de cooperantes en varios países de América.
El ataque militar en el Ecuador logró la muerte de Raúl Reyes y otros guerrilleros. La incursión en territorio ecuatoriano desató la Crisis diplomática de Colombia con Ecuador y Venezuela de 2008. 
En su momento los presidentes de Ecuador y Venezuela, Rafael Correa y Hugo Chávez, negaron la veracidad de la información obtenida en los computadores y, acusaron a Álvaro Uribe, presidente de Colombia en 2008, de querer provocar un conflicto bélico. También alegaron que Uribe pretendía tapar el escándalo interno de la parapolítica, que vinculó a círculos cercanos al gobierno colombiano con paramilitares de las Autodefensas Unidas de Colombia (AUC)
El gobierno de Colombia envió los computadores a la Policía Internacional (Interpol) para que se demostrara la veracidad de estos. Interpol asignó a tres técnicos expertos en computadores de Corea del Sur, Singapur y Australia para analizar el contenido. 
Los computadores tenían 37.872 documentos de texto, 452 hojas de cálculo, 210.888 imágenes, 10.537 archivos multimedia, que pesaban 610 gigabytes de información. 
En 2011, la Corte Suprema de Justicia de Colombia confirma la ilegalidad en el acopio de la información y que su información no serviría como evidencia legal.

## Verificación de Interpol
El ministro de Relaciones Exteriores Fernando Araújo, y los directores de la Policía, general. Óscar Naranjo, y del Departamento Administrativo de Seguridad (DAS), María del Pilar Hurtado, entre otros altos cargos; fueron los receptores del informe de la Interpol dado a conocer a la opinión pública el 15 de mayo del 2008.
Según el informe presentado por Ronald K. Noble, secretario general de la Interpol, la información de los computadores no habría sido manipulada a mayo de 2008, por las autoridades colombianas. El informe original establece que la información tuvo un tratamiento ajustado al protocolo internacional para este tipo de pruebas a partir del 3 de marzo, fecha en que se entregó la información a autoridades especializadas en Colombia. 
Entre el 1 de marzo y el 3 de marzo, fechas en las que el computador también estuvo en manos de las autoridades colombianas antes de ser entregada a técnicos de la Dirección de Investigación Criminal e Interpol (DIJIN) en dicho país, el acceso a los datos no se ajustó a los protocolos internacionales para el manejo de este tipo de pruebas.  El informe añade que desde el día del incauto, el 1 de marzo en adelante, no se encontraron indicios de que se hayan creado, modificado o suprimido archivos de usuario en ninguna de las pruebas.
El investigador del grupo antiterrorista de la DIJIN, Ronald Hayden Coy Ortiz, posteriormente aceptó ante un juez colombiano especializado y en audiencia pública, que se rompió la cadena de custodia en los computadores de Raúl Reyes; es decir, en un determinado tiempo, los computadores estuvieron expuestos a posibles manipulaciones. Esto hace que cualquier información que se quiera tomar como prueba para un caso judicial, no pueden tomarse como evidencias, ya que no existen las certificaciones necesarias de la cadena de custodia, las cuales certifiquen que no se produjeron manipulaciones al computador incautado.
El gobierno colombiano pidió a la Fiscalía de dicho país, comenzar de inmediato los procesos judiciales.

### Reacciones
Venezuela: El presidente venezolano Hugo Chávez calificó la presentación de la información como un «Show de payasos» y de «ridiculez», agregó: «montado por un policía gringo, agresivo, corrupto y vagabundo, sobre el cual no vale perder tiempo» refiriéndose a Ronald K. Noble.
También lanzó agravios contra el chileno Arturo Herrera, también funcionario de Interpol, argumentando que éste había trabajado para la policía durante la dictadura militar de Augusto Pinochet en Chile y de haber participado en la Operación Retiro de televisores, en la que los cadáveres de ejecutados durante la dictadura de Augusto Pinochet fueron exhumados ilegalmente y lanzados al mar, para evitar que los crímenes salieran a luz pública. El Gobierno chileno descartó que Arturo Herrera estuviera implicado en el encubrimiento de violaciones a los derechos humanos.

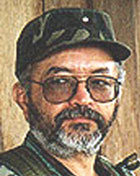
Raúl Reyes.

## Contenido de computadores

### Viktor Bout
Además de desatar la crisis diplomática entre Colombia y Venezuela-Ecuador, la información encontrada en los computadores reveló el nexo con las FARC-EP de un traficante de armas llamado Viktor Bout y ayudó a su posterior localización y captura en Tailandia el jueves 6 de marzo de 2008. Bout, también llamado "el mercader de la muerte" es acusado de suministrar armas a las FARC-EP además de otros grupos terroristas. Bout es requerido por la justicia de Estados Unidos, Rusia, Tailandia y Colombia.

### Caleta en Costa Rica
Con información tomada del computador de Reyes, las autoridades colombianas informaron a las autoridades costarricenses de la existencia de un dinero perteneciente a Raúl Reyes y alias Rodrigo Granda. El monto del dinero encontrado fue de 480 000 dólares camuflados y que serían enviados a Colombia a petición de estos. El dinero fue dado a una pareja costarricense: Francisco Gutiérrez Cruz y Mery Prado Rojas, quienes dijeron que desde 1997 o 1998 guardaban en su casa la caja fuerte por solicitud directa de Granda, pero alegaron no saber el contenido real en la caja fuerte.

### Uranio empobrecido
Gobierno colombiano halló en la vereda (caserío) Pasquila, de la comuna 20 de Bogotá unos 30 kilos de uranio empobrecido, localizado tras revisar la información de los ordenadores del guerrillero Raúl Reyes. Según el general de las fuerzas militares de Colombia Freddy Padilla de León las FARC-EP al parecer pretendían crear una "bomba sucia". El vicepresidente Francisco Santos denunció esto ante la Conferencia de Desarme de las Naciones Unidas que se llevó a cabo en Europa.
El 19 de marzo de 2008 las FARC-EP emitieron un comunicado en el desmentían dicha información ya que no tenían los medios para procesar dicho material.

### Plan para derribar aviones
Según información revelada por el diario español El País, las FARC-EP estaban planeando derribar diez aviones del Ejército Nacional para "cambiar las reglas de la guerra en Colombia". Jorge Briceño, alias el Mono Jojoy, su hermano Grannobles y Henry Castellanos Alias Romaña habrían sido los encargados de desarrollar esa acción, considerada por Raúl Reyes una operación para cambiar el diseño de la seguridad.

### Acuerdo humanitario

#### Alias "Teodora de Bolívar"
La senadora colombiana Piedad Córdoba fue envuelta en el escándalo. Según el ministro de Defensa de Colombia, se encontró una serie de documentos donde aparentemente Raúl Reyes le asignó un correo electrónico a la senadora, usando el seudónimo de «Teodora de Bolívar». El ministerio adujo que en un documento fechado el 14 de junio de 2007 (dos meses antes de que Córdoba fuese designada facilitadora por el presidente Álvaro Uribe), Reyes le pidió a una guerrillera incluir a la senadora en un listado para enviarle documentos de las FARC-EP, y le pidió que la llamasen Teodora de Bolívar.
Piedad Córdoba dijo que los computadores de Reyes eran una farsa y montaje del gobierno colombiano para vincularla con las FARC-EP y negó cualquier relación con el seudónimo de Teodora.
En octubre de 2010, el entonces jefe de la Procuraduría General de la Nación (Ministerio Público) Alejandro Ordóñez, reveló en una entrevista hecha para la revista colombiana Semana, que no existían correos electrónicos en los computadores de Raúl Reyes. Asimismo mucho tiempo atrás, en declaraciones hechas por uno de los investigadores de la DIJIN cap. Ronald Hayden Coy Ortiz,  aseguró que no encontró correos electrónicos en los computadores de Raúl Reyes si no documentos word.

### Entrenamiento guerrillero a Fuerzas Armadas de Venezuela
Según la interpretación de los documentos de los computadores de "Reyes", Venezuela habría ayudado a armar a los insurgentes y junto con las FARC-EP acordaron un plan común de la seguridad y se buscó el entrenamiento básico en técnicas de la guerrilla a las fuerzas militares venezolanas. El gobierno colombiano reiteró que jamás manipuló los cerca de 16.000 archivos que contenían los portátiles del subversivo.

### Vínculos con Chávez

#### Pago de fianza a Chávez
En los documentos revelados por el gobierno colombiano se incluye una correspondencia de Raúl Reyes en la que destaca el supuesto agradecimiento de Chávez por la ayuda recibida por las FARC-EP cuando estaba en prisión, en 1992, después de intentar un golpe de estado, por 100 millones de pesos, unos 50 000 dólares a la tasa de cambio del momento.

#### Alias "Ángel"
El Wall Street Journal y el periódico El País de España revelaron que "Ángel", el supuesto pseudónimo de Chávez en la correspondencia de las FARC-EP, habría puesto en contacto a las  FARC-EP con traficantes de armas internacionales que las enviarían vía Maracaibo. De acuerdo con información que obtuvo la revista colombiana Semana de los computadores, a través de emisarios como el ex ministro del interior de Venezuela, Ramón Rodríguez Chacín, o miembros retirados del ejército, Venezuela habría aportado supuestamente 300 millones de dólares a las  FARC-EP.

#### Masacre en el Estado Apure, Venezuela
Otro señalamiento del portátil de Raúl Reyes es que las  FARC-EP mataron a seis soldados venezolanos en territorio de Venezuela y Hugo Chávez se habría puesto de acuerdo con esa guerrilla para ocultarlo y culpar a los paramilitares. Un grupo de guerrilleros de las  FARC-EP, que habrían actuado a espaldas de su comando, serían los que emboscaron y mataron a cinco militares venezolanos y una ingeniera de (PDVSA) en el estado fronterizo venezolano de Apure. El diario caraqueño Últimas Noticias citó investigaciones de organismos de seguridad y testimonios de sobrevivientes de la emboscada para apuntar que al menos cinco efectivos del grupo guerrillero estaría implicado en el ataque cometido en el  estado Apure (600 km al suroeste de Caracas). El rotativo señaló que los cuerpos de seguridad de Venezuela tienen "serios indicios" de la autoría de este grupo de la guerrilla de las  FARC-EP en el hecho ocurrido. Últimas Noticias aseguró que la responsabilidad del grupo de las  FARC-EP se desprende, entre otros indicios, de cartuchos de fusiles de guerra y una carta con el membrete de esa organización incautada en una casa donde se disparó contra los venezolanos.

#### Hugo Carvajal
El Mayor general y ex director de la Dirección General de Contrainteligencia Militar (DGCIM) Hugo Carvajal no ha negado la existencia de documentos encontrados en la computadoras de Reyes, quien manifiesta estar relacionados con el rescate de varios venezolanos secuestrados en territorio colombiano,
" Las menciones en aquel computador del jefe de las FARC tienen un carácter netamente anecdótico sobre mi participación en el rescate de varios secuestrados en territorio colombiano, estando entre los casos más sonados el del empresario Richard Boulton, para el cual fui comisionado por el presidente Chávez en pleno acuerdo con el presidente de Colombia, Andrés Pastrana" 

### Vínculos con narcotraficantes
La revista Semana conoció que las  FARC-EP hablan en algunos correos electrónicos sobre las relaciones que han tenido con algunos de los capos de la droga. En los correos aparecen mencionados Juan Carlos Ramírez Abadía, más conocido como Chupeta, el narco Asprilla y Macaco. A Chupeta le habrían hecho una venta millonaria de cocaína o "Cristal" y él les habría ofrecido misiles y contactos con libaneses. El envío de drogas de las  FARC-EP según los computadores se haría a través de México. En otro correo mencionan que han hecho una venta de 700 kilos de cocaína por 1.5 millones de dólares.

### Vínculos con ETA
Según los datos recogidos, habría conexiones entre las  FARC-EP y la banda separatista vasca ETA, lo cual está siendo investigado por la justicia española.
El juez de la Audiencia Nacional Eloy Velasco asegura en un auto notificado hoy que hay indicios de la "cooperación" del Gobierno de Venezuela en la alianza de los grupos terroristas ETA y FARC-EP. "Obran diligencias en este procedimiento que ponen de manifiesto la cooperación gubernamental venezolana en la ilícita colaboración entre las FARC y ETA y en especial de Arturo Cubillas Fontán", concluye el auto. Velasco ha ordenado el procesamiento por diferentes delitos terroristas de seis presuntos miembros de ETA y de siete de las  FARC-EP. Tres de los etarras procesados se encuentran actualmente residiendo en Cuba, otro en Venezuela, uno más en México y el sexto se encuentra en paradero desconocido. El magistrado se declaró competente en diciembre de 2008 para investigar la denuncia que había interpuesto la Fiscalía contra cinco etarras por dar y recibir cursos sobre manejos de explosivos con miembros de las  FARC-EP y del Frente de Liberación Bolivariana (FLB) en la selva de Colombia. El auto revela cómo los colombianos pidieron ayuda a los vascos para atentar en España contra el presidente de su país, Álvaro Uribe, y su antecesor, Andrés Pastrana, así como contra otros dirigentes sudamericanos. Además, revela que militares venezolanos escoltaron a etarras que iban a impartir cursillos a las  FARC-EP en 2007. En el auto, Velasco detalla que en marzo y septiembre de 2000 dos miembros de las  FARC-EP —Edgar Gustavo Navarro Morales, 'El Mocho', y Víctor Ramón Vargas Salazar, 'Chato'— se trasladaron a España para realizar vigilancias sobre la embajada de Colombia y pidieron "colaboración" a miembros de ETA para localizar al antecesor de Uribe, Andrés Pastrana, y "más recientemente" trataron de hacer seguimientos a Álvaro Uribe.
En octubre de 2010, miembros de la organización radical vasca, ETA; Juan Carlos Besance y Xavier Atristain, detenidos el 29 de septiembre de 2010 en Guipúzcoa, reconocieron que ETA utilizaba a Venezuela para sus entrenamientos armados y de explosivos. La información en los computadores de Raúl Reyes y documentación intervenida a ETA en Francia también ayudaron a confirmar que funcionarios del gobierno venezolano de Hugo Chávez encubren a miembros de ETA en Venezuela.

### Vínculos con grupos extremistas mapuches y de la izquierda chilena
En agosto de 2008, el senador chileno Alberto Espina (RN) entregó un informe al Ministerio Público y a la Agencia Nacional de Inteligencia de ese país, en el que se revelan intercambios de correos electrónicos entre Raúl Reyes y su contacto en Chile, apodado "Roque". Este último les solicita a las  FARC-EP instruir a mapuches en tácticas guerrilleras. También se revelan contactos con el Partido Comunista de Chile y con grupos subversivos chilenos como el Movimiento de Izquierda Revolucionaria y el Frente Patriótico Manuel Rodríguez.
En el mismo informe, se reveló que un funcionario de rango menor del Palacio de La Moneda llamado Hugo Guzmán Rambaldi, jefe del Departamento Intergubernamental de la Secretaría de Comunicaciones, participaba de un grupo de apoyo a las FARC-EP.
Con posterioridad, el Ministerio del Interior y la Agencia Nacional de Inteligencia de Chile, junto con negar la existencia de vínculos operativos entre las  FARC-EP y grupos chilenos, sostuvieron que la filtración del documento del senador Espina fue parte de una operación de inteligencia del gobierno colombiano.

## Farcpolitica
La Farcpolítica (Farcpolítica o FARC-política) es un término acuñado por el entonces senador Gustavo Petro para denunciar la relación entre miembros de organizaciones guerrilleras como las  Fuerzas Armadas Revolucionarias de Colombia -Ejército del Pueblo(FARC-EP) con políticos colombianos y extranjeros, además de otras personalidades. Petro, quien habría también denunciado el escándalo de la parapolítica, en un debate en el Congreso de la República a finales de 2007, cuestionó los vínculos de algunos políticos con las FARC-EP como el caso del representante Luis Fernando Almario del Partido Conservador quien habría hecho pactos con los guerrilleros y estaría involucrado en el asesinato de Diego Turbay Cote y su familia.
Tiempo después el gobierno volvió a hacer uso del término al referirse a algunos documentos hallados en los computadores de Raúl Reyes y de Iván Ríos que podrían comprometer a algunos miembros de la clase política con dicho grupo armado, la Corte Suprema de Justicia adelanta una investigación al respecto. Los archivos recuperados en los aparatos hallados en los campamentos de alias “Raúl Reyes” tienen la certificación de la Interpol, según la cual no fueron manipulados y por lo cual la Fiscalía General de la Nación de Colombia recopiló información y la envió a la Corte Suprema de Justicia de Colombia, donde se abrió la investigación. El 23 de mayo de 2008 el Procurador General de la Nación Edgardo Maya Villazón calificó las investigaciones por la Farc-política como un "reto para la justicia colombiana", ya que implicaba a personas afiliadas a otros gobiernos. Los gobiernos del venezolano Hugo Chávez y el ecuatoriano Rafael Correa desestimaron la veracidad de los computadores.

### Investigados
El 22 de febrero de 2008, el fiscal general de Colombia, Mario Iguarán, dio a conocer una lista de 12 personas que podría ser investigadas formalmente por la justicia por presuntos vínculos con las FARC-EP. La fiscalía también envió a las autoridades gubernamentales de Ecuador, Venezuela y Estados Unidos, la información obtenida sobre presuntos vínculos de cuatro extranjeros con la guerrilla.
Piedad Córdoba
La senadora Piedad Córdoba, del partido Liberal fue involucrada debido a que miembros de la Policía Nacional, dicen haber encontrado un correo electrónico en el que Raúl Reyes le asignó el pseudónimo de "Teodora de Bolívar" a Piedad Córdoba. En dichos correos, alias "Teodora" aconseja a las FARC-EP como negociar y en otros correos entre miembros de las FARC-EP en el que citan recomendaciones de alias "Teodora" para llevar a cabo la estrategia del "acuerdo humanitario" y en la que participó inicialmente bajo autorización del presidente Uribe y luego de ser desautorizada por el gobierno, la retomó por decisión personal.
En uno de los correos, Raúl Reyes intercambia comunicaciones con otro guerrillero con respecto a alias "Teodora", "Que ella cree que hay que soltar algo y entregárselo a Chávez en la frontera y que no sea Ingrid, ya que el resto les importa un carajo", en referencia a la entonces secuestrada excandidata presidencial Ingrid Betancourt. En otro correo enviado por alias "Teodora" a Reyes "(...) Yo me molesto porque los ricos de Colombia se enriquecen más hoy de cuenta de Venezuela, pero qué tal que se volteara la torta y Chávez dejara de comprarle a Colombia y quebrara a todos esos tipejos. ¿Saben ustedes lo que tienen entre manos? Te dejo ahí está parte, seguiré el día que ustedes quieran que yo me reúna con todo el secretariado del ejército del pueblo, es decir las FARC-EP".
En algunas correos alias "Teodora" habla sobre el presidente Chávez y como ha llevado el proceso de acuerdo humanitario, cuando aún estaba autorizada por el presidente Uribe. Algunos apartes de uno de los correos lee:

...El día de hoy martes, me reúno con el presidente Chávez para trabajar largamente, vamos a evaluar lo hecho hasta el día de hoy, soy consciente que ha caído muy mal lo de la reunión en el Caguán, contrario a lo bien que cayó el mensaje del video que no da lugar, a que los expertos en tirarse en todo, las aves de mal agüero, se queden patinando en lo que no es. 
Chávez está muy feliz y vamos a trabajar fundamentalmente en la logística de la reunión de octubre, muy importante sería no tratar de variar la fecha de esta reunión preparatoria y muy importante, además, que por este medio podamos los dos intercambiar opiniones sobre lo que tu creas que debe ser esa reunión, no me molesta que en este intercambio de trabajo hayan cambios, porque este es mi trabajo. Lo importante es que nada salga a la opinión pública.
El día de ayer me reuní con un delegado de la cancillería francesa, quienes están muy interesados en hacer lo necesario para destrabar el acuerdo, hablamos de los conciertos, la posibilidad que yo me pueda reunir esta semana con Simón Trinidad y con Sonia, y le pedí la mediación de su presidente con Bush. Están de acuerdo con los conciertos, ya caminamos también en esa vía. En el día de hoy se llevarán en la valija diplomática el video de la reunión.

De otro lado hoy sostuve acercamientos con la embajada estadounidense a fin de reunirme con el embajador, de solicitar los permisos de mi visita a Simón Trinidad y a Sonia. Ya está organizada la reunión con los familiares de los gringos en Washington y me reuno con McGovern (...) Ya conversé con monseñor Castro y Darío Echeverri, se pusieron muy contentos y nos reuniremos (...) se pusieron muy contentos al igual que la mamá de Ingrid Betancourt (...) Vamos a vincular al compañero abogado al trabajo que vamos a hacer, que está ayudando en el caso de Simón Trinidad, para que se encargue de la revisión de los procesos especialmente de las mujeres, que son más fáciles de ubicar. Yo quisiera que ustedes pensaran en la posibilidad, que sacaran a todas las mujeres.

Piedad Córdoba desmintió que ella fuera alias "Teodora" y denunció que la policía colombiana estaría negociando con exmiembros de las FARC-EP para involucrarla. La senadora ha asegurado que sus gestiones humanitarias han sido públicas y con autorización del propio presidente de la república. El 22 de mayo de 2008, Córdoba dijo estar dispuesta a responder ante la Corte Suprema de Justicia de Colombia cualquier cargo en su contra por los presuntos nexos con las "Farc-política", después de que la Fiscalía General de la Nación compulsara copias para que se le investigue. Córdoba se refirió a la Farcpolítica como una "cortina de humo" para tergiversar la atención sobre la "Yidispolítica".

"No le tengo miedo a enfrentar este proceso porque es una estrategia inmovilizarnos para que quedemos en manos de la guerra, para que se confunda toda la porquería de la "para-política" y para que la "yidis-política" pase a una tercer plano"
Piedad Córdoba

A principios de 2009 la senadora Córdoba propuso al congresista estadounidense Jim McGovern como posible garante internacional para una liberación unilateral que se produjo en febrero de ese año y en el que fueron liberados el ex gobernador Alan Jara, Sigifredo López y cuatro uniformados.
El 27 de septiembre del 2010, la Procuraduría General de la Nación decidió destituir a Piedad Córdoba de su cargo como senadora y la inhabilitó por 18 años para ejercer oficios gubernamentales. El fundamento del procurador Alejandro Ordóñez sobre esta sanción se debió a las supuestas pruebas de vínculos con las FARC-EP. Dichas pruebas fueron extraídas de los computadores del guerrillero Luis Edgar Devia Silva alias «Raúl Reyes» basado en informes presentados por la Interpol, del Cuerpo Técnico de Investigación (CTI) y la Dijin, sobre la autenticidad de esos medios electrónicos. 
La Procuraduría analizó las salidas del país de la senadora Córdoba, las interceptaciones telefónicas a guerrilleros del Frente Libardo García de Cali y el testimonio del ucraniano infiltrado Viktor Tomnyuuk, que tuvo contactos con el comandante del Frente 30 de las FARC-EP, alias «Mincho».

[...] la senadora emitió consejos al grupo de las FARC relacionados con no enviar videos de personas secuestradas por el grupo insurgente a cambio de grabaciones de voz de los mismos, con el fin de adoptar una mejor estrategia en la búsqueda de sus objetivos [...] dio información a este grupo al margen de la ley sobre temas diferentes a la liberación de los secuestrados, entre ellos, posibles donaciones de gobiernos extranjeros a epartamentos colombianos [...] instruyó y solicitó a las FARC que suministraran pruebas de vida de los secuestrados con el fin de favorecer a gobiernos de otros países [...] ejerció actos de promoción con el fin de favorecer los intereses del grupo subversivo. [...] pero fue absuelta por el cargo de «traición a la patria».
Redacción de noticia: Semana y Dinero.

Al conocer el hecho, de inmediato la senadora Piedad Córdoba expresó lo siguiente:

[se trata de] una estrategia política total, ha sido una manera ruin de acabar no solamente con la oposición, sino con la izquierda en Colombia. Es muy incómodo estar sometido a esto, pero pienso también que hace parte de la política que se está dando en el país y que es una manera de sacarme de la política.
Declaración a la BBC, publicada por Semana.

Asimismo aclaró que las evidencias tomadas en su contra, las cuales fueron obtenidas de los computadores de alias «Raúl Reyes» según el gobierno colombiano, es un montaje que beneficia a los intereses de algunos políticos de ese país: «Estoy totalmente convencida además de que fue escrito por personas de inteligencia, los intereses del ministro de la Defensa en ese momento, el general de la Policía».
Reacciones
El abogado defensor de la senadora, Ciro Quiroz, rechazó la sanción impuesta por el procurador Alejandro Ordóñez y la calificó de ser «sin precedentes en la historia nacional [colombiana]», al mismo tiempo en que diferentes personalidades políticas de Colombia se pronunciaban al respecto: 
- Gustavo Petro, senador PDA: «No estoy de acuerdo con que silencien a Piedad Córdoba, mientras Venezuela avanza en el pluralismo, Colombia retrocede»[52]

- Fernando Araújo,  presidente del partido Conservador: «hay que respaldar la decisión de la Procuraduría, y agradecer que le dé claridad sobre este tema a todos los colombianos».[52]

- Alexandra Moreno, congresista del Mira: «[me parece] un poco exagerada la sanción, pues no se entiende como a otras personas, como a las vinculadas a la 'parapolítica' no se les han puestos sanciones tan drásticas. Habría que tener claro qué encontró la Procuraduría, porque ella en algún momento estuvo autorizada para hacer algunas labores de paz. Me parece una sanción de por de vida. Queda como un sinsabor, creo que se ha exagerado la medida».[52]

- Carlos Gaviria, político PDA: «como jurista y ex magistrado de la Corte Constitucional no puedo juzgar ni desconceptuar a priori una decisión cuyos fundamentos desconozco, [...] es lamentable que se tenga que dudar de las decisiones de la Procuraduría por conocer de cierta animadversión del Procurador [Alejandro Ordóñez] contra la senadora Piedad Córdoba y por conocer su orientación política.»[52]

Con relación a las animadversiones citada por el excandidato presidencial de 2006, Iván Cepeda, miembro del movimiento de Colombianos y Colombianas por la Paz dijo: 

Esta decisión del Procurador General es una más de esas persecuciones, pero estoy seguro de que la senadora saldrá airosa de este nuevo momento difícil de su carrera política, e indicó que: La senadora Piedad Córdoba ha sido víctima de múltiples persecuciones en el país y su vida privada ha sido destruida por la acción de la interceptación de sus comunicaciones y el espionaje del DAS. —y reiteró— Ha sido víctima de secuestro y de múltiples persecuciones por sus tareas en materia humanitaria y de paz.
Redacción de noticia, El Tiempo.

Gloria Inés Ramírez
La senadora del Polo Democrático Alternativo, Gloria Inés Ramírez: Fue notificada el 10 de diciembre de 2008 por la Procuraduría General de la Nación sobre la apertura de una investigación preliminar por una información encontrada en los computadores de Raúl Reyes. La investigación fue iniciada por la presunta extralimitación de sus funciones como integrante de la Comisión de Paz y Acuerdo humanitario del Senado. Su caso lo investiga la Corte Suprema de Justicia.
Wilson Borja
El congresista Wilson Borja, también del Polo Democrático: El 11 de agosto de 2008, Borja anunció que pediría una revisión de su caso por la Farcpolítica ante la Corte Interamericana de Derechos Humanos, alegando no saber por qué se iniciaba un investigación en su contra por nexos con las FARC-EP y que necesitaba que le dieran garantía jurídicas y legales de entes internacionales. Borja denunció que el Estado lo estaba persiguiendo y aseguró que "siempre se ha presentado manipulación frente a lo revelado por las autoridades con respecto al mismo computador [de Raúl Reyes]". Mediante una carta dirigida a los magistrados de la Corte Suprema de Justicia de Colombia, Borja solicitó acceder al expediente de la Farc-política para poder preparar su defensa.
Álvaro Leyva
El excandidato presidencial Álvaro Leyva estuvo asilado en San José de Costa Rica entre 1998 y 2003, tras ser acusado de "enriquecimiento ilícito con dineros del narcotráfico", por venderle unos camiones importados a un narcotraficante, hasta octubre de 2002 cuando fue arrestado en Madrid, España en cumplimiento de una petición de extradición de Colombia, pero luego fue absuelto de todo cargo. Leyva es considerado en Colombia como uno de los políticos que mayor acogida tiene entre las FARC-EP ya que ha realizado gestiones de mediación entre el gobierno y la guerrilla. Leyva apareció mencionado en varios correos electrónicos encontrados en computadores de alias "Raúl Reyes".
Una Comisión legislativa de Costa Rica a cargo de la diputada del oficialista Partido Liberación Nacional (PLN), Mayi Antillón convocó a Álvaro Leyva por el caso de las FARC-EP. La comisión busca investigar la presunta relación de la guerrilla colombiana con políticos, sindicalistas y ciudadanos costarricenses, tras encontrar 36 referencias a Costa Rica en esos correos y cuyas copias se encuentran en manos del Poder Judicial y de la comisión legislativa de Costa Rica.
Lázaro Vivero
El asesor de paz Lázaro Vivero. 
Carlos Lozano
El director del periódico comunista Voz, Carlos Lozano Guillén, fue acusado de intercambiar correos electrónicos con Raúl Reyes donde dialogan del establecimiento de contactos con fines políticos. Con respecto a las acusaciones Lozano dijo estar "muy tranquilo" y afirmó haber "trabajado por la paz y el acuerdo humanitario desde el gobierno de Andrés Pastrana y parecería que ahora eso fuera un delito". Lozano afirmó haber establecido comunicaciones con 'Raúl Reyes' debido a sus labores como facilitador de paz. También afirmó que él no estaba a favor de la lucha armada y que muchos de los familiares de secuestrados le habían brindado apoyo ante las acusaciones. Negó también que el hubiera firmado correos electrónicos con el alias de "Toledo" o "Carlos". En uno de los mensajes el presunto "Carlos" le advierte a Raúl Reyes: "Muy importante. Un amigo me comentó que al parecer tienen ubicado a Carlos Antonio Losada y le están haciendo cacería".
Lozano rindió indagatoria el 15 de septiembre de 2008 por el delito de rebelión mencionó en su defensa que los expresidentes Ernesto Samper, Andrés Pastrana y otras cien personalidades podían certificar sus labores humanitarias para la libertad de los secuestrados.
William Parra
El periodista William Parra. 
Liliana Patricia Giraldo
Liliana Patricia Giraldo, directora de una ONG. 
Amilkar Figueroa
El ciudadano Amilcar Figueroa, venezolano, miembro del Parlamento Andino. 
María Augusta Calle
La diputada ecuatoriana María Augusta Calle. 
Iván Larrea
El ciudadano ecuatoriana Iván Larrea. 
James Jones
El ciudadano estadounidense James Jones. 
Liliana Patricia Obando
En agosto de 2008, la Fiscalía ordenó la primera captura por farcpolítica, la sindicalista Liliana Patricia Obando, quien aparece mencionada en repetidas ocasiones en los computadores de Raúl Reyes. Obando Villota, es representante de la ONG Fensuagro que según autoridades colombianas tiene vínculos con las FARC-EP, por lo que fue capturada por la Dijin en el sector de Modelia en el occidente de Bogotá. La Dijin le encontró un computador y varios documentos que fueron examinados por inteligencia de la Policía. Obando tenía una orden de la fiscalía 19 por "rebelión y administración de recursos relacionados con actividades terroristas". En su pasaporte tenía registro de varios viajes a Canadá, Australia y países de Centroamérica. Fue acusada de hacer parte de la "comisión internacional de las Farc" y apareció mencionada numerosas ocasiones en los computadores de Raúl Reyes, con quien habría tenido una relación sentimental.
Jean Pierre Gontard
El exfacilitador de nacionalidad suiza, Jean Pierre Gontard que durante los Diálogos de paz entre el gobierno Pastrana y las FARC-EP (1998-2002), apareció mencionado en 37 documentos de los computadores de Raúl Reyes. El fiscal Mario Iguarán aseguró que había elementos para sospechar porque "excedió los límites de sus gestión humanitaria" incurriendo en un posible delito llamado "concierto para delinquir". La Fiscalía envió una carta rogatoria a la justicia suiza para que permita al cónsul colombiano indagarlo en su país, la cual no ha sido respondida. Según un artículo publicado por el diario El Tiempo de Colombia que tomaba apartes del computador de Raúl Reyes, alias Raúl Reyes, habría empezado a mencionar a Gontard como contacto para entregarles US$500 mil dólares en Centroamérica, que el gobierno colombiano dice fueron dados tras la intermediación en el pago de un secuestro.
En uno de los correos, el 4 de septiembre de 2001, alias "Raúl Reyes le dice a Gontard que el Mono Jojoy le propone entregar en Panamá el dinero. Tres días después, Gontard contestó que había recibido el mensaje diciendo "nos parece muy buena su propuesta, avísenos para concretarla, ojalá para la última semana de septiembre". Le siguieron varios correos más, hasta el 21 de diciembre de 2001 que Rodrigo Granda le reportaba a Raúl Reyes que "lo de Gontard se recibió sin mayores contratiempos. Se contó y estaba completo. En total son 500".
La empresa farmacéutica Novartis emitió un comunicado que Gontard no había efectuado ningún pago en nombre de la firma para obtener la liberación de sus empleados, secuestrados el 29 de julio de 2000 en Bogotá. Los secuestrados fueron liberados el 1 de julio de 2001 y por su rescate Novartis pagó ocho millones de dólares. Novartis destacó que Gontard había "ayudado mucho, en colaboración con el embajador mexicano y con el apoyo activo del gobierno y la policía de Colombia, para obtener su liberación". El gobierno suizo reiteró su apoyo a Gontard.